# Streptocarpus heckmannianus
Streptocarpus heckmannianus là một loài thực vật có hoa trong họ Tai voi. Loài này được (Engl.) I. Darbysh. mô tả khoa học đầu tiên năm 2006.